# Écueillé
Écueillé is een gemeente in het Franse departement Indre (regio Centre-Val de Loire). De plaats maakt deel uit van het arrondissement Châteauroux. Écueillé telde op 1 januari 2022 1.189 inwoners.

## Geografie
De oppervlakte van Écueillé bedroeg op 1 januari 2022 34,9 vierkante kilometer; de bevolkingsdichtheid was toen 34,1 inwoners per km².

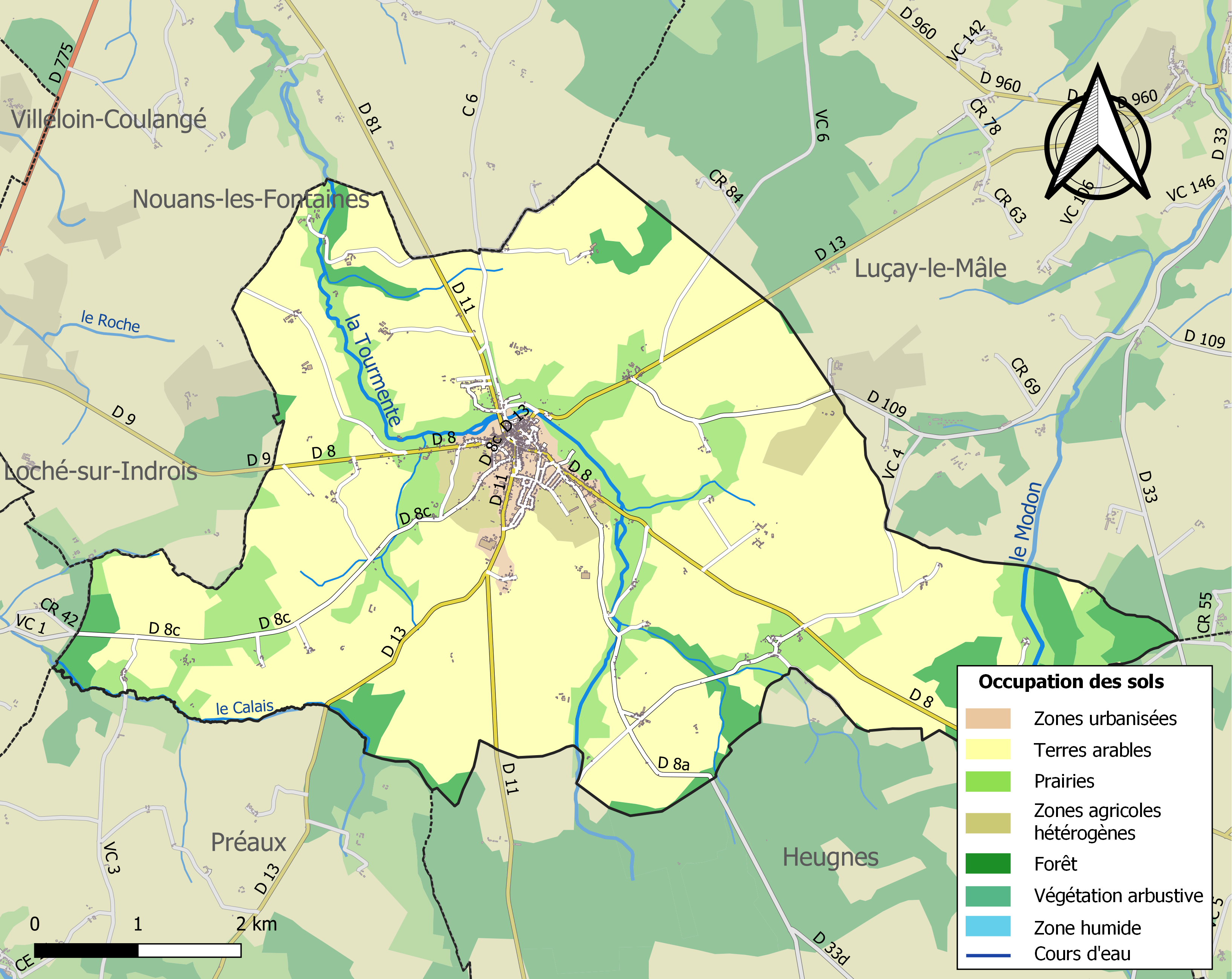
Kaart van de gemeente met belangrijkste infrastructuur, bodemgebruik en omliggende gemeenten

## Verkeer en vervoer
In de gemeente ligt het gesloten spoorwegstation Écueillé.

## Demografie
Onderstaande figuur toont het verloop van het inwonertal (bron: INSEE-tellingen).